# Jackson Hole Airport

i7
i11
i13

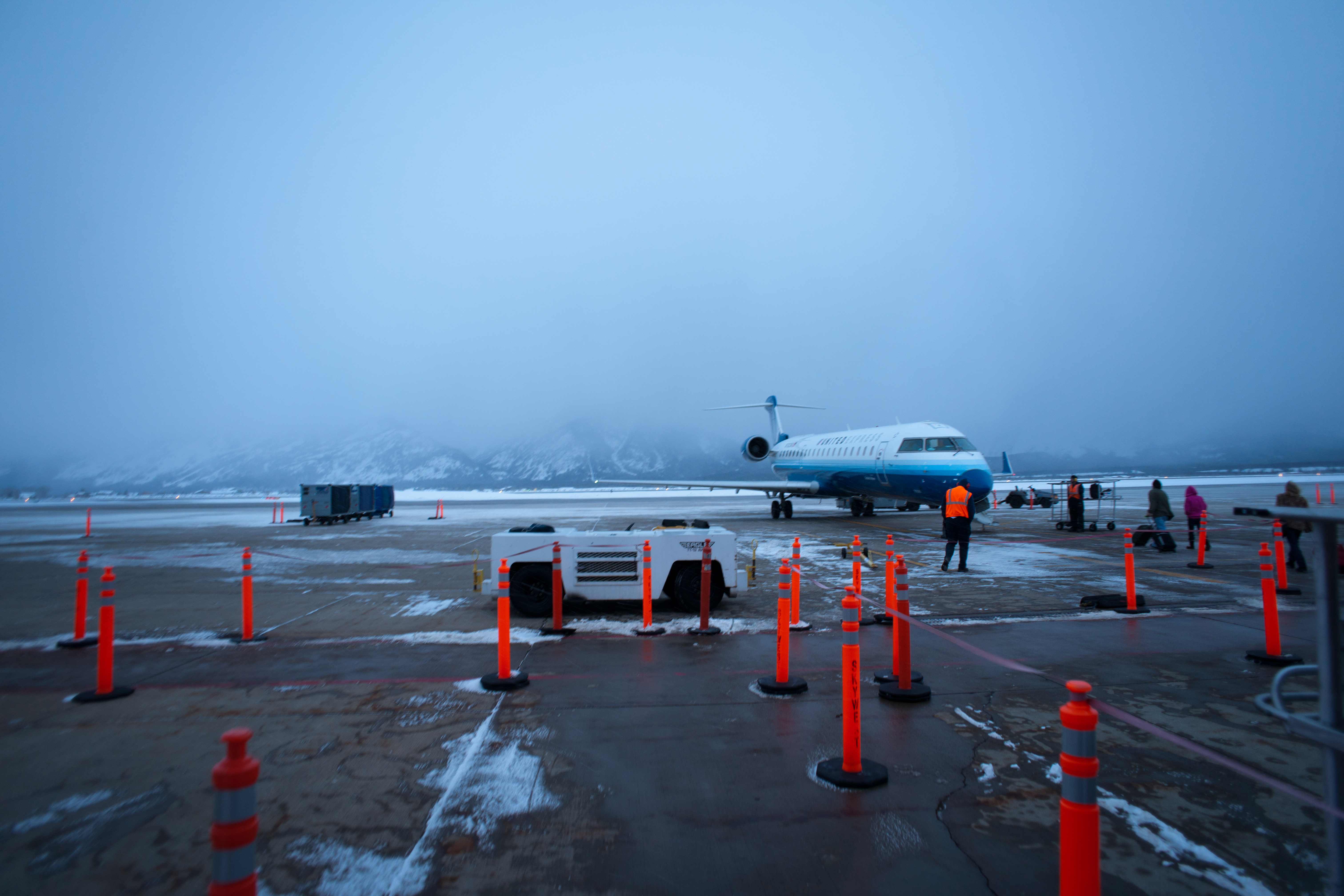
Der Jackson Hole Airport mit Schnee und einer Bombardier CRJ700

Der Jackson Hole Airport (IATA-Code: JAC, ICAO-Code: KJAC) ist der Verkehrsflughafen der amerikanischen Kleinstadt Jackson im US-Bundesstaat Wyoming. Er ist der größte Flughafen des Bundesstaates.

## Lage und Verkehrsanbindung
Der Jackson Hole Airport befindet sich 14 Kilometer nördlich des Stadtzentrums von Jackson. Er liegt innerhalb des Grand-Teton-Nationalparks. Rund einen Kilometer östlich des Flughafens verlaufen die U.S. Highways 26, 89 und 191 auf einer gemeinsamen Trasse. Der Jackson Hole Airport ist nicht in den öffentlichen Personennahverkehr eingebunden, Passagiere müssen auf Mietwagen, Taxis und ähnliche Angebote zurückgreifen.

## Fluggesellschaften und Ziele

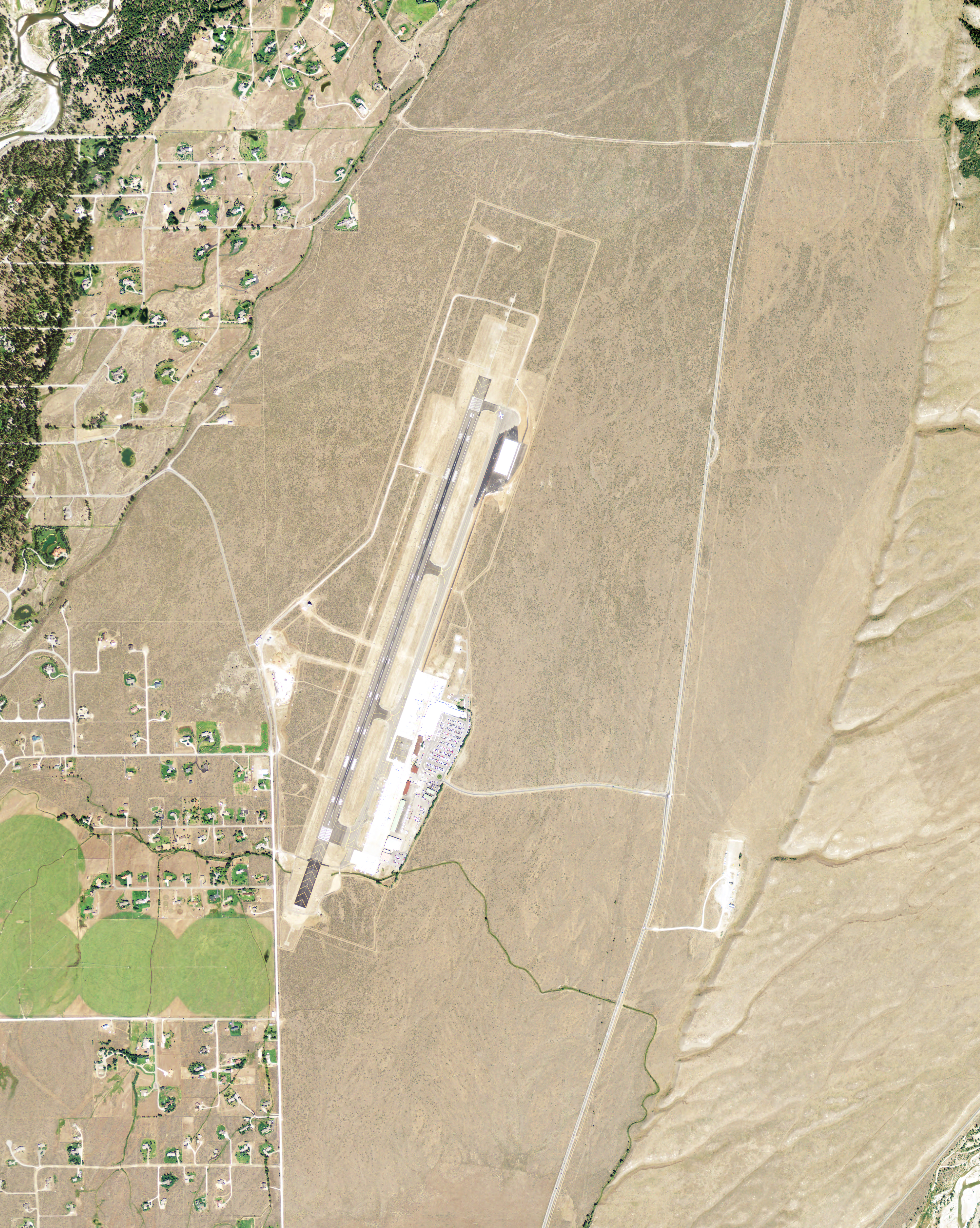
Luftbild des Jackson Hole Airport

Der Flughafen wird dreimal täglich von Delta Connection mit Salt Lake City sowie saisonal mit Los Angeles und Seattle, von Delta Air Lines saisonal mit Atlanta, New York JFK, Minneapolis/St. Paul und Salt Lake City, von United Airlines saisonal mit Denver, Chicago O’Hare, Houston, Newark, von United Express mit Chicago O’Hare und Denver sowie saisonal mit San Francisco, Los Angeles und Houston, von American Airlines mit Dallas/Fort Worth, Chicago O’Hare, Phoenix und Abilene, von American Eagle mit Dallas/Fort Worth und saisonal mit Los Angeles und von Frontier Airlines saisonal mit Denver verbunden.
| Airline           | Flugziele                                                            |
| ----------------- | -------------------------------------------------------------------- |
| Delta Air Lines   | saisonal Salt Lake City, Atlanta, New York JFK, Minneapolis/St. Paul |
| Delta Connection  | Salt Lake City, saisonal Los Angeles, Seattle                        |
| United Airlines   | Denver, Chicago O’Hare, Houston, Newark                              |
| United Express    | Los Angeles, San Francisco, Houston                                  |
| American Airlines | Dallas/Fort Worth, Abilene, Chicago O’Hare, Phoenix                  |
| American Eagle    | Dallas/Fort Worth, saisonal Los Angeles                              |
| Frontier Airlines | saisonal Denver                                                      |

## Verkehrszahlen

### Verkehrsreichste Strecken
| Rang | Stadt                             | Passagiere | Fluggesellschaft                                 |
| ---- | --------------------------------- | ---------- | ------------------------------------------------ |
| 01   | Denver, Colorado                  | 100.430    | Frontier, United/United Express                  |
| 02   | Salt Lake City, Utah              | 099.630    | Delta/Delta Connection                           |
| 03   | Chicago–O’Hare, Illinois          | 056.340    | American, United/United Express                  |
| 04   | Dallas/Fort Worth, Texas          | 047.320    | American                                         |
| 05   | Atlanta, Georgia                  | 016.550    | Delta                                            |
| 06   | Los Angeles, Kalifornien          | 016.500    | American Eagle, Delta Connection, United Express |
| 07   | San Francisco, Kalifornien        | 011.430    | United Express                                   |
| 08   | Minneapolis/Saint Paul, Minnesota | 011.080    | Delta                                            |
| 09   | Newark, New Jersey                | 008.780    | United                                           |
| 10   | Houston–Intercontinental, Texas   | 004.510    | United                                           |

## Flugzeuge

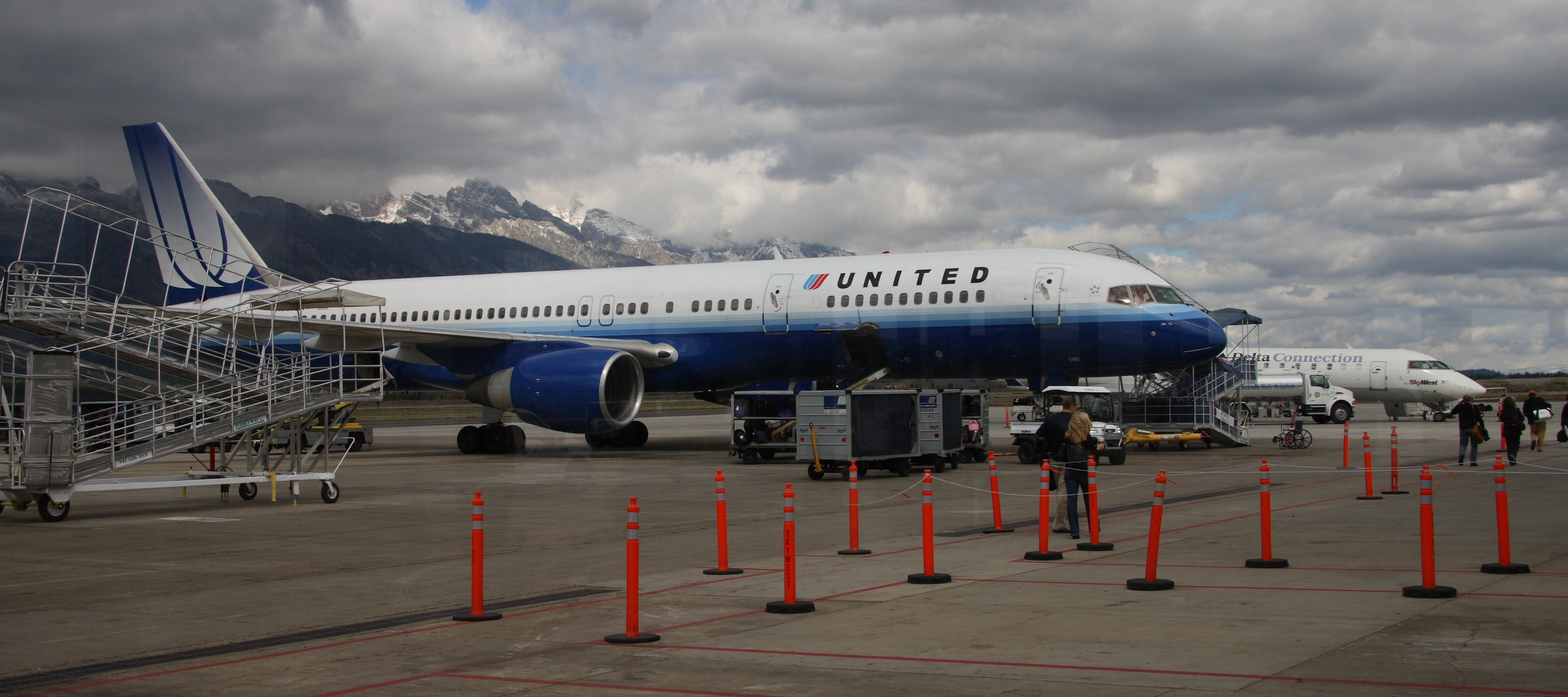
Boeing 757-200 von United Airlines am Jackson Hole Airport

Das größte häufig gesehene Flugzeug am Jackson Hole Airport ist die Boeing 757-200, diese werden von United Airlines und Delta Air Lines eingesetzt. Andere häufige Flugzeuge sind Airbus A320, Airbus A319, Boeing 737-700, Embraer E175 und Bombardier CRJ700. Selten gesehene Flugzeuge sind Airbus A321 und Boeing 737-900ER.